# Heinäpauha
Heinäpauha är klippor i Finland.   De ligger i landskapet Mellersta Österbotten, i den centrala delen av landet, 400 km norr om huvudstaden Helsingfors.
Terrängen runt Heinäpauha är mycket platt. Havet är nära Heinäpauha västerut. Runt Heinäpauha är det glesbefolkat, med 13 invånare per kvadratkilometer. Närmaste större samhälle är Himango, 6,0 km sydost om Heinäpauha. I omgivningarna runt Heinäpauha växer i huvudsak blandskog.